# ثريا قابل
ثريا قابل (1940-إلى الآن)، كاتبة صحفية وشاعرة غنائية من مدينة جدة غرب المملكة العربية السعودية. وهي صاحبة أول ديوان شعر نسائي فصيح ينشر باسم مؤلفته الصريح. تعاونت ثريا مع كبار الفنانين السعوديين كفوزي محسون، وطلال مداح، محمد عبده وعبادي الجوهر.

## نشأتها
ولدت في بيت قابل الكبير بحارة المظلوم بمدينة جدة القديمة، ويرتبط اسمها بأحد أعرق الشوارع التجارية القديمة في جدة «شارع قابل». فقدت والدها مبكرًا فتولت عمتها عديلة قابل تربيتها ورعايتها، وأكملت تعليمها حتى تحصلت على شهادة الكلية الأهلية من بيروت. وقد شغلت العديد من المواقع في الصحافة المحلية، محررة في جرائد عكاظ والرياض، وكاتبة لعديد من الزوايا في الصحف المحلية، ورئيسة لتحرير مجلة «زينة» في الفترة (1986-1987 م). كتبت كذلك مقالات في صحف قريش المكية، والبلاد السعودية، والأنوار اللبنانية في حقبة الستينات.

## شعرها الشعبي والغنائي
اشتهرت بالشعر الشعبي، حتى لقبت بلقب صوت جدة، حيث كونت مع الراحل فوزي محسون، عمودين أساسيين في حقبة الشعر الغنائي. وهي صاحبة أول ديوان شعري فصيح نسائي مطبوع في تاريخ المملكة العربية السعودية، باسم (وادي الأوزان الباكية). ومن أشهر أشعارها الشعبية والغنائية فيما بعد:
- «بشويش عاتبني» وغناها طلال مداح بألحان محمد شفيق.

ومن أشهر اشعارها التي غناها طلال مداح:
- «ياللي الليالي مشوقة لساعة لقاك»
- «من بعد مزح ولعب»
- «اديني عهد الهوى»
- «يا من بقلبي غلا»
- «تمنيت من الله»

بينما يعد فوزي محسون أكثر من تعاون معها بعد أن غنى لها عشرات الأعمال تعد اشهرها الخالدتين:
- «من بعد مزح ولعب»
- «جاني الاسمر جاني»
- «حبيّب يا حبيّب»
- «يا من بقلبي غلا»
- «مين فتن بيني وبينك»

وغيرها الكثير
وتعاملت مع محمد عبده مرتين:
- الأولى في عام 1969م في أغنية «لا وربي» وهي من الحان فوزي محسون أيضا وجددها محمد عبده في اواخر التسعينيات بابها كما غنى لها مؤخرا أغنية «واحشني زمانك».

بينما لم يغن لها عبادي الجوهر سوى أغنية واحدة عام 2010م بعنوان «اسمحلي يا قلبي» وذلك بعد خلاف طويل وقطيعة دامت بين الاثنين.

### ديوان الأوزان الباكية
أصدرت ثريا قابل في بيروت عام 1963م ديوانها الأول الأوزان الباكية، وهو أول ديوان شعري نسائي في ألادب المحلي السعودي الحديث. وتصدر الديوان إهداء من الشاعرة إلى عمتها «عديلة» تحية لها وعرفانا بالجميل. ويلاحظ جرأة الشاعرة التي نشرت باسمها الصريح ولم تتعامل قط بالأسماء المستعارة، خلافا للمعهود من غالبية النساء وقتها، ولها كلمة تقول فيها«الكتابة مسؤولية مواجهة».
وقد حصلت الشاعرة على العديد من الجوائز في عدد من الدول العربية على ديوان الأوزان الباكية، فيما واجهت العديد من الانتقادات الشرسة في السعودية وذلك لجرأتها الكبيرة وعدم تعود المجتمع على مشاركة المرأة وانغماسها في المجتع والبوح بمشاعرها بهذه الطريقة، فيما احتفل الأديب محمد حسن عواد (توفي 1980م) بهذا الديوان وغالى في تقديره حتى وصف الشاعرة ب«خنساء القرن العشرين» وأنها «أشعر من أحمد شوقي» وتصدى بشراسة لكل من انتقد الديوان من أمثال الناقد عبد العزيز الربيع والشاعر حسن قرشي.

### من بعد مزح ولعب
من بعد مزح ولعب
كلمات: ثريا قابل
لحن: فوزي محسون

## وصلات خارجية
ثريا قابل: محمد عبده وجهنا الذي نفخر به